# Sami Swoi
Sami Swoi ist eine mittelformatige polnische Jazzband, die seit 1968 besteht, sich zunächst auf traditionellen Jazz spezialisierte und europaweit bekannt wurde.

## Geschichte
Sami Swoi wurde 1968 von Trompeter Julian Kurzawa gegründet. Die Gruppe aus Wrocław hat zwischen 1969 und 1973 beim Jazzfestival Jazz nad Odrą mehrere Preise in der Kategorie der traditionellen Jazz-Ensembles gewonnen. Auch international erwarb sie rasch Anerkennung, wurde 1973 als europäische Band der Extraklasse auf dem Festival von Prerov gewürdigt und gewann beim Wettbewerb auf dem Festival von San Sebastian 1974 den Titel des besten traditionellen Jazz-Ensembles. Es folgten weitere Preise. Die Formation, die auch in der Balver Höhle auftrat, hat sich personell und stilistisch mehrfach verändert. War die Gruppe zunächst auf den Hot Jazz ausgerichtet, bildeten dann Songs berühmter Swing-Bands das Repertoire, insbesondere von Glenn Miller, Tommy Dorsey, Benny Goodman, Duke Ellington und Count Basie. In Polen arbeitete die Formation mit den Sängern Hanna Banaszak, Jan Izbinski und Andrzej Rosiewicz und der Gruppe Music Market, im Ausland mit Betty Dorsey, Bill Ramsey, Andrew Thomas, Wayne Bartlett und sogar Helena Vondráčková.
In den späten 1970er Jahren nahm Sami Swoi auch Einflüsse aus Bebop, Cool Jazz, und Funk in sein Spiel auf. Nachdem Julian Kurzawa 1981 nach Schweden migrierte, leitete bis 1990 der Trompeter Zbigniew Czwojda die Gruppe. Unter seiner Leitung wandelte sich die Formation zu einer Jazz-Rock-Formation; sie trat bei großen europäischen Jazzfestivals wie Pori Jazz und dem North Sea Jazz Festival in Scheveningen auf und tourte intensiv im Westen Europas. 
Seit 1990 leitet der Posaunist John Młynarczyk das Orchester. 1998 und 2008 wurde Sami Swoi mit der Goldenen Ehrentarka für seinen Beitrag zur Entwicklung des polnischen Jazz ausgezeichnet. Mittlerweile tritt die Band unter den Namen Sami Swoi Orchestra und Sami Swoi Old Jazz Production auf. Die Gruppe hatte Fernsehauftritte in der Reihe Panorama Jazzu Polskiego und steht im Mittelpunkt von einer Folge von Leksykon Polskiej Muzyki Rozrywkowej (Regie: Ryszard Wolański).

## Abspaltungen
Zbigniew Czwojda, der nach einem Streit die Band 1990 verließ, gründete sein eigenes The New Sami Swoi Orchestra, mit dem die Alben A Taste of Wayne Bartlett and The New Sami Swoi Orchestra Zbigniew Czwojda, The New Sami Swoi: Still Swingin’ und Wayne Bartlett and The New Sami Swoi Orchestra entstanden.

## Diskographie
- Tribute to Armstrong (Muza 1972)
- Cirrus (Muza 1973)
- Ach, jak przyjemnie (Muza 1976)
- Sami Swoi & Hanna Banaszak & Jan Izbiński (Tonpress 1978)
- Summertime (Pronit 1979)
- Hot Jazz Orchestra (Poljazz 1980)
- Live in Henkelmann (JG Records 1980)
- Sami Swoi in Concert – The Locust (Muza 1980)
- Sami Swoi Play Glenn Miller SS (Jazz Prod. 1986)
- Let’s Dance Together vol.1 & vol. 2 (Deutsche Austrophon 1989)
- Sami Swoi XXX-lecie Live Koncert (Jazz Forum Rec. 2000)
- Jarek Adamów & Sami Swoi: Expedition to the Lost World, Pt. 1 – Winter (Folken 2006)